# هينينغ مانكل
هنينغ مانكل (3 فبراير 1948 - 5 أكتوبر 2015) روائي وكاتب مسرحي سويدي، كتب للأطفال واليافعين أيضا، يٌعد من أبرز كتاب رواية الجريمة في العالم، إشتهر بسلسلة روايات الغموض والجريمة التي إبتكر لها بطلا هو شخصية المفتش «كورت فالندر» من مركز شرطة مدينة ايستاد، الواقعة بمحافظة سكونه جنوب السويد.

## حياته ومسيرته الإبداعية
وُلد هنينغ مانكل في ستوكهولم عاصمة السويد في 1948.عندما كان عمره عاما واحدا إنفصل والديه عن بعضهما فقضى معظم طفولته بالعيش مع والده، إيفار، وشقيقته الكبرى. عاش ثلاتهم في منطقة سفيج الواقعة في محافظة هاريه دالن، حيث كان والده يعمل قاضيا، إنتقل لاحقا إلى منطقة بوروس في محافظة فيستر يوتيلاند. كان جد مانكل يدعى أيضا هنينغ مانكل (1930–1868) وكان مؤلفا موسيقيا.
عند بلوغه سن العشرين كان قد بدأ مسيرته مؤلفاً، كما عمل مساعد مخرج في المسرح المركزي في ستوكهولم، وتعاون في السنوات اللاحقة مع العديد من المسارح السويدية.
بعد أن عاش في زامبيا ودول أفريقية أخرى، دٌعي هنينغ مانكل ليصبح المدير الفني لمسرح تياترو أفينيدا في مدينة مابوتو عاصمة موزمبيق. وهو يٌقضي ما لا يقل عن ستة أشهر كل عام في مابوتو لمتابعة عمله في المسرح والكتابة. استطاع مؤخرا تأسيس دار نشر خاصة به، ليوبارد فورلاج، كي يتمكن من دعم المواهب الشابة في أفريقيا والسويد. مانكل متزوج من إيفا برغمان ابنة المخرج الشهير إنغمار برغمان.
في 12 يونيو 2008 حصل على شهادة الدكتوراه الفخرية من جامعة سانت أندروز في اسكتلندا.
في يناير 2014 أعلن مانكل للجمهور خبر إصابته بمرض السرطان، ثم عاد في مايو وذكر أن العلاج سار بشكل جيد وأن حالته الصحية في تحسن.

## آراؤه ومواقفه السياسية
كان هنينغ مانكل في شبابه ناشطاً سياسياً يسارياً وشارك في احتجاجات 1968 في السويد والتي خرجت ضد حرب فيتنام والحرب البرتغالية الاستعمارية ونظام الفصل العنصري في جنوب أفريقيا. بالإضافة إلى ذلك إنخرط في مجتمع فولكيت إبيلد/ كلتور فرونت وهي جمعية مناوئة للإمبريالية وتهتم المجلة الصادرة عنها بدراسات السياسة الثقافية.
انتقل مانكل بعد عام 1970 من السويد إلى النرويج وعاش مع امرأة نرويجية كانت عضو في الحزب الشيوعي العمالي وشارك بفعالية في أنشطة الحزب ولكنه لم ينضم إليه.
في عام 2002 قدم مانكل دعماً للصحيفة النرويجية اليسارية «كلاسيه كامبين» وذلك بشراء أسهم فيها بقيمة 50,000 كرونة نرويجية.
حل مانكل عام 2009 ضيفاً على مؤتمر الأدب الفلسطيني. بعدها، صرح بأنه رأى «تكراراً لنظام الفصل العنصري المقيت الذي كان يعامل الأفارقة والملونين كمواطنين من الدرجة الثانية في بلدهم». كما وجد تشابهاً بين الجدار الإسرائيلي العازل في الضفة الغربية وجدار برلين: «إن الجدار الذي يٌقسم البلاد حالياً سيمنع وقوع هجمات مستقبلية، على المدى القصير. وفي النهاية، فإنه سيواجه نفس مصير الجدار الذي كان يقسم برلين.» 
بالنظر إلى الوضع الذي يعيشه الشعب الفلسطيني، تابع بالقول: "هل من الغريب أن بعضهم في يأس مطبق، عندما لايجدوا أي طريق آخر للخروج، فيقرروا أن يصبحوا مفجرين انتحاريين؟ ليست حقاً؟ ربما قد يكون من الغريب أنه لا يوجد المزيد منهم." " مانكل ذكر أيضا أنه لا يدعم حزب الله.
يرى مانكل أن دولة إسرائيل ليس لها مستقبل بشكلها الحالي، كما أن حل الدولتين «لن يكون نهاية للاحتلال التاريخي». وزعم أنه لم يقابل معاداة للسامية أثناء رحلته، بل مجرد «كراهية ضد المحتلين وهو أمر طبيعي تماماً ومفهوم»، حيث أشار إلى أن «من المهم الإبقاء على هاتين المسألتين منفصلتين»

### أسطول الحرية لغزة
كان هنينغ مانكل على متن «ام اس صوفيا»، إحدى السفن التي شاركت في أسطول الحرية والذي حاول كسر الحصار الإسرائيلي على قطاع غزة عام 2010. بعد مداهمة الأسطول من قبل القوات الإسرائلية في صبيحة يوم 31 مايو 2010 تم ترحيل مانكل إلى السويد. وقد دعا فيما بعد لفرض عقوبات دولية على إسرائيل. في العام نفسه ذٌكر أنه ينظر بمسألة إيقاف الترجمة العبرية لكتبه. لكنه في يونيو 2011 قال في مقال له في صحيفة هاآرتس الإسرائلية إنه لم يفكر بإيقاف ترجمة كتبه للعبرية، وأن مجهولين تقمصوا شخصيته وأرسلوا رسائل إليكترونية ملفقة.
ورد اسم هنينغ مانكل ضمن قائمة العشرين سويدياً ممن كان من المزمع مشاركتهم في«أسطول الحرية الثاني» الذي لم يبحر قط، وكان من المقرر له التوجه إلى غزة في يونيو 2011.

## أعماله

### سلسلة الغموض والجريمة كورت فالندر
1. قاتل بلا وجه (1991)
2. الكلاب في ريغا (1992)
3. اللبوة البيضاء (1993)
4. الرجل الذي ابْتَسَم (1994)
5. مَسار خاطئ (1995)
6. موت المصور (1996)
7. المرأة الخامسة (1996)
8. التأخر خطوة واحدة (1997)
9. جدار النار (1998)
10. الهرم (1999)
11. الرجل الجَزِع (2009)
12. يد مُربكة (2013)

### سلسلة الغموض والجريمة ليندا فالندر
1. قبل الصقيع (2002)

خطط هنينغ مانكل لكتابة ثلاثية تكون الشخصية الرئيسية فيها هي ليندا فالندر ابنة المفتش كورت فالندر، غير أن انتحار الممثلة يوهاتا سيلستروم، التي لعبت دور ليندا في المسلسل السويدي «قبل الصقيع»، أصاب الكاتب بالذهول فقرر التوقف عن إتمام الثلاثية.
روايات أُخْرَى:
- «عودة معلم الرقص (2000)
- دماغ كينيدي (2005)
- الصيني (2007)
- الأخوات دايسي (1982)
- موت بحار (1981)
- أحذية إيطالية (2006)
- الجنة الخادعة (2011)
- أعماق (2004)
- ابن الريح، عنوان الترجمة الإنجليزية (دانييل) (2000)
- المتاهة (2000)
- أموت وتحيا الذكرى (2003)
- عين النمر (1990)
- كيس الشاي، عنوان الترجمة الإنجليزية (فتيات الظل) (2003)

### كتب للأطفال واليافعين

##### ثلاثية صوفيا
- سر النار (2000)
- اللعب بالنار (2001)
- غضب النار (2009)

##### سلسلة جويل جوستافسون
- جسر إلى النجوم (2005)
- ظلال في الشفق (2007)
- عندما تساقطت الثلوج (2007)
- رحلة إلى نهاية العالم (2008)

##### وللأطفال الصغار
- القط الذي أحب المطر (2008)

### مسرحيات
- الأخت الحبية (1983)
- الظّباء (1989)
- شجرة البرتقال (1983)
- عصف السماء (1999)
- حكايات عند حواف الزمن (1999)
- أمسية خريفية قبيل الصمت 2008)
- أحسبني سمعت كلاباً (2008)
- الرجل الذي يبني أكواخاً (1998)
- أيام وليال في شارتر (2008)
- شيخ يرقص (2003)
- أشجان الفراشة (2002)
- الجرو 2003
- قبيل الفجر (1999)
- الزمن المظلم (2001)
- الحاكم المعتوه (1989)
- القاتل عديم الضمير هاسه كرلسون (1989)

## أعماله الخيرية
تبرع هينينغ مانكل في عام 2007 بمبلغ 15 مليون كرونة سويدية (مايقارب 1.5 مليون يورو) لصالح منظمة قرى الأطفال إس أو إس SOS لقرية في شيمويو في غرب موزامبيق. كما تبرع بمبالغ كبيرة لمنظمات خيرية أُخْرَى، معنية بمكافحة الفقر، مثل منظمة يد بيد.

## الجوائز الحاصل عليها
- 1991 - جائزة الأكاديمية السويدية لكتاب الجريمة لأفضل رواية جريمة سويدية، عن رواية «قاتل بلا وجه».
- 1991 - جائزة نيلز هولجيرسون عن «جسر إلى النجوم»
- 1992 – جائزة المفتاح الزجاجي لأفضل رواية جريمة في شمال أوروبا عن رواية «قاتل بلا وجه».
- 1993 – جائزة أدب اليافعين الألمانية عن «جسر إلى النجوم»
- 1995 –- جائزة الأكاديمية السويدية لكتاب الجريمة لأفضل رواية جريمة سويدية، عن رواية «مَسار خاطئ»
- 1996 – جائزة أستريد ليندغرين السويدية.
- 2001 – جائزة الخنجر الذهبي من رابطة كتاب الجربمة لأفضل رواية عن «مَسار خاطئ»
- 2001 – جائزة كوراينه الدولية للكتاب عن «التأخر خطوة واحدة»
- 2005 – جائزة المخبر الأمريكية لأفضل رواية جريمة أوروبية عن «عودة معلم الرقص»
- 2008 – جائزة كوراينه الدولية للكتاب الألماني المسموع عن «الصيني»

## روابط خارجية
- هينينغ مانكل على موقع IMDb (الإنجليزية)
- هينينغ مانكل على موقع الموسوعة البريطانية (الإنجليزية)
- هينينغ مانكل على موقع مونزينجر (الألمانية)
- هينينغ مانكل على موقع ألو سيني (الفرنسية)
- هينينغ مانكل على موقع ميوزك برينز (الإنجليزية)
- هينينغ مانكل على موقع أول موفي (الإنجليزية)
- هينينغ مانكل على موقع قاعدة بيانات الأفلام السويدية (السويدية)
- هينينغ مانكل على موقع ديسكوغز (الإنجليزية)
- هينينغ مانكل على موقع قاعدة بيانات الفيلم (الإنجليزية)
- هينينغ مانكل على موقع كينوبويسك (الروسية)
- الموقع الرسمي
- مقابلة مع جريدة لو فيغارو
- هينينغ مانكل على قاعدة بيانات الأفلام على الإنترنت